# 馬場阿紀子
馬場 阿紀子（ばば あきこ、1980年3月3日 - ）は、日本のタレント、女優、声優。福岡県那珂川市出身。所属フリー。希望郷いわて文化大使。

## 略歴
出展；
1992年、小学校卒業間近に芸能プロダクション（福岡）のオーディションを受け、特待生として入所。レッスンを受けながら、テレビCMやトーク番組などに出演。高校時代は、生徒会長を務めた。
1998年、高校卒業後すぐに銀行員となり４年間勤務。副業ができないため、行員時代は趣味で演劇をしていた。その後、劇団道化に所属し３年間プロの女優として全国で公演を行っていた。
2003年、ATSUKO-PRODUCTION（現在のASPREAD）に所属。
2006年〜７年間、KBCラジオのパーソナリティとして活動。
2014年、希望郷いわて文化大使を拝命。
2016年、テレビ西日本で放送された熱血ゴリラ教師イチゴリ先生に声優として出演。
2020年3月、16年間所属した福岡のタレント事務所ASPREADを、卒業。
現在、司会、舞台女優、ナレーションなど声を使う【声人（こえびと）】として福岡を拠点に活動中。また、「こめかみっ！ガールズ」の声優スーパーバイザーとしてアニメ制作にも関わっている。

## 出演番組

### ラジオ
- KBCラジオ「サンデーミュージックカウントダウン」
- KBCラジオ「サタデーミュージックカウントダウン」
- KBCラジオ「もう夜なのか」
- KBCラジオ「夜更けの音-tents」
- RKBラジオ「宮岡プラチナゲート〜RKBからの挑戦状〜」サイバーコネクトツー 代表 松山洋氏と出演[5]
- WEBラジオ「ミッケ！フクオカのにじいろサンデー」メインパーソナリティ

### アニメ
- テレビ西日本「熱血ゴリラ教師イチゴリ先生」4話バクオ役 5話キリオ役　ほか
- WEBアニメ 「氣学ナインガールズ」バンちゃん役

### 短編映画
Ten-Qu「青い鳥」→2024年9月現在、YouTubeにて再生回数822万回

## WEBマガジン
SNS発WEBマガジン「ミッケ・フクオカ」のスペシャリスト・エフというインタビューページを、2018年10月創刊以来担当している。